# Ernst Eduard Seiler
Ernst Eduard Seiler (* 19. Juli 1810 in Spitzkunnersdorf, Sachsen; † 22. August 1875 in Leipzig) war ein deutscher Altphilologe.
Er besuchte von 1820 bis 1829 das Gymnasium in Zittau. Danach war er Privatgelehrter in Leipzig. Seiler war Autor oder Mitautor von Wörterbüchern der griechischen Sprache und kritischer Ausgaben von Longos und Alkiphron.

## Veröffentlichungen
- Indices in Apparatum criticum et exegeticum ad Demosthenem, 1833.
- Longos, Longi pastorali, ed. comm. E. E. Seiler, 1835 (1843).
- Handwörterbuch der griechischen Sprache, von Karl Gottfried Jacobitz und E. E. Seiler, 1839–1846.
- Griechisch-deutsches Wörterbuch zum Schul- und Privatgebrauch, von Karl Jacobitz und E.E. Seiler. 1. Auflage 1850; 2. grösstenteils neu bearb. Auflage 1862; 3. sehr verm. und mehrfach umgearb. Auflage 1879.
- Alkiphron, Alciphronis rhetoris Epistolae, ed. E. E. Seiler, 1853.
- Vollständiges Griechisch-Deutsches Wörterbuch über die Gedichte des Homeros und der Homeriden, von G. C. Crusius. 5., neu bearb. Auflage von E. E. Seiler, Leipzig 1857. 6. gänzlich umgearbeitete Auflage, Leipzig 1863.